# Nicolò Rode
Agostino Straulino (1 de janeiro de 1912 — 4 de maio de 1998) é um velejador italiano, campeão olímpico.

## Carreira
Rode consagrou-se campeão olímpico ao vencer a série de regatas da classe Star nos Jogos Olímpicos de Verão de 1952 em Helsinque ao lado de Agostino Straulino.